# Karl Hamann
Pour les articles homonymes, voir Hamann.
Karl Hamann, né le 4 mars 1903 à Hildesheim et mort le 16 juin 1973 à Munich, est un homme politique libéral est-allemand. Il est ministre du Commerce et du Revenu en République démocratique allemande (RDA) d'octobre 1949 à décembre 1952, avant d'être destitué et emprisonné pour avoir « planifié le sabotage du bien-être du peuple » (planmäßige Versorgung der Bevölkerung sabotiert).
Après l'obtention d'un doctorat en sciences agricoles à l'Université de Bonn en 1933, il s'établit comme fermier à proximité de Hildburghausen, en Thuringe. En 1931, il est devenu membre du Parti social-démocrate, mais la vie démocratique de l'Allemagne cesse avec l'instauration du nazisme en 1933. À la libération en 1945, la Thuringe se trouve dans la zone d'occupation soviétique en Allemagne. La vie politique reprend ; Hamann rejoint en 1946 le Parti libéral-démocrate (LDP), et est élu député au Parlement de Thuringe. En 1948, il devient président de la branche du parti en Thuringe. Début 1949, il succède à Wilhelm Külz à la tête du LDP, conjointement avec Hermann Kastner,.
Avec la proclamation de la RDA en octobre, Hamann est nommé ministre du Commerce et du Revenu, dans le cadre d'un gouvernement de coalition nationale dirigé par Otto Grotewohl et le Parti socialiste unifié (SED, communiste). La vie politique dans le nouvel État est-allemand s'organise autour d'un multipartisme de façade, où le nombre de sièges attribué à chaque parti à la Chambre du peuple est décidé par avance dans le cadre d'une liste de candidats unique, permettant au SED de dominer la coalition. Hamann s'oppose, en privé, à la pérennisation de ce système de liste unique pour les élections législatives de 1950, qui ne permettent pas au LPD de faire campagne indépendamment de la coalition. Il exprime également, en privé, son opposition à l'adoption formelle par la RDA du statut d'« État socialiste » en 1952. Comme la plupart des membres du LPD, il espère toujours une réunification de l'Allemagne comme démocratie libérale. À mesure de ces événements, le LPD « glisse de plus en plus à droite ».
En décembre 1952, cet opposant interne au gouvernement en est expulsé, accusé d'avoir délibérément failli à ses fonctions de ministre, et arrêté. Il est condamné à dix ans de prison, mais libéré en octobre 1956. En mai 1957, il quitte le pays et s'établit en Allemagne de l'Ouest, où il n'exerce aucune activité politique. Il décède seize ans plus tard,.